# قتل (فیلم)
قتل تریلری بالیوودی است که در سال ۲۰۰۴ به کارگردانی آنورگ باسو و تهیه کنندگی برادران بات ساخته شده‌است و بازیگران این فیلم عمران هاشمی ،اشمیت پاتل و مالیکا شراوات هستند.
قتل در ۲ آویل ۲۰۰۴ منتشر شد و توانست فروش قابل قبولی داشته باشد و به یک موفقیت تجاری تبدیل شود. این فیلم همچنین سبب موفقیت بازیگران خود به ویژه عمران هاشمی و مالیکا شراوات شد. قتل در حقیقت بازسازی فیلم هالیوودی با نام بی‌وفا ساخته سال ۲۰۰۲ است.
دنباله این فیلم بانام قتل ۲ در سال ۲۰۱۱ اکران شد.

## بازیگران
- عمران هاشمی در نقش سانی
- اشمیت پاتل در نقش سودیر
- مالیکا شراوات در نقش سیمرن
- راج زوتشی در نقش بازرس پلیس

## موسیقی متن
موسیقی فیلم توسط آنو مالک ساخته شده و ترانه ترک‌ها سروده سید قادری و راهت ایندوری می‌باشد.

## بازسازی
این فیلم در سال ۲۰۰۶ با نامGanda Hendathiدر کانادا بازسازی شد.

## رده‌بندی
- Murder در بانک اطلاعات اینترنتی فیلم‌ها (IMDb)